# Union (альбом Yes)
Union — музичний альбом гурту Yes. Виданий 30 квітня 1991 року лейблом Arista Records. Загальна тривалість композицій становить 65:23 для вінілового видання і 69:48 для видання на компакт-диску. Альбом відносять до напрямку прогресивний рок.

## Список пісень
| #   | Назва                                                        | Автор                          | Тривалість |
| --- | ------------------------------------------------------------ | ------------------------------ | ---------- |
| 1.  | «I Would Have Waited Forever»                                | Андерсон, Гау, Elias           |            |
| 2.  | «Shock to the System»                                        | Андерсон, Гау, Elias           |            |
| 3.  | «Masquerade»                                                 | Гау                            |            |
| 4.  | «Lift Me Up»                                                 | Rabin, Squire                  |            |
| 5.  | «Without Hope You Cannot Start the Day»                      | Андерсон, Elias                |            |
| 6.  | «Saving My Heart»                                            | Rabin                          |            |
| 7.  | «Miracle of Life»                                            | Rabin, Mancina                 |            |
| 8.  | «Silent Talking»                                             | , Гау, Wakeman, Bruford, Elias |            |
| 9.  | «The More We Live - Let Go»                                  | Squire, Sherwood               |            |
| 10. | «Angkor Wat»                                                 | Андерсон, Wakeman, Elias       |            |
| 11. | «Dangerous (Look in the Light of What You're Searching For)» | Андерсон, Elias                |            |
| 12. | «Holding On»                                                 | Андерсон, Elias, Гау           |            |
| 13. | «Evensong»                                                   | Levin, Bruford                 |            |
| 14. | «Take the Water to the Mountain»                             |                                |            |

| European Edition | European Edition | European Edition | European Edition |
| #                | Назва            | Автор            | Тривалість       |
| ---------------- | ---------------- | ---------------- | ---------------- |
| 15.              | «Give & Take»    | , Гау, Elias     |                  |

## Склад
- Джон — вокал
- Кріс Сквайр — бас-гітара, вокал
- Тревор Рабін — гітара, вокал
- Стів Хоув — гітара, вокал
- Тоні Кейв — клавішні, вокал
- Рік Вейкман — клавішні, вокал
- Алан Уайт — ударні, вокал
- Білл Бруфорд — ударні
- Тоні Левін — бас на треку «вечірня»